# アートポップ
『アートポップ』 （英語: ARTPOP）は、2013年11月6日、世界に先駆け日本で初めにリリースされた、アメリカ合衆国のミュージシャン、レディー・ガガの3枚目のスタジオ・アルバム。

## 背景

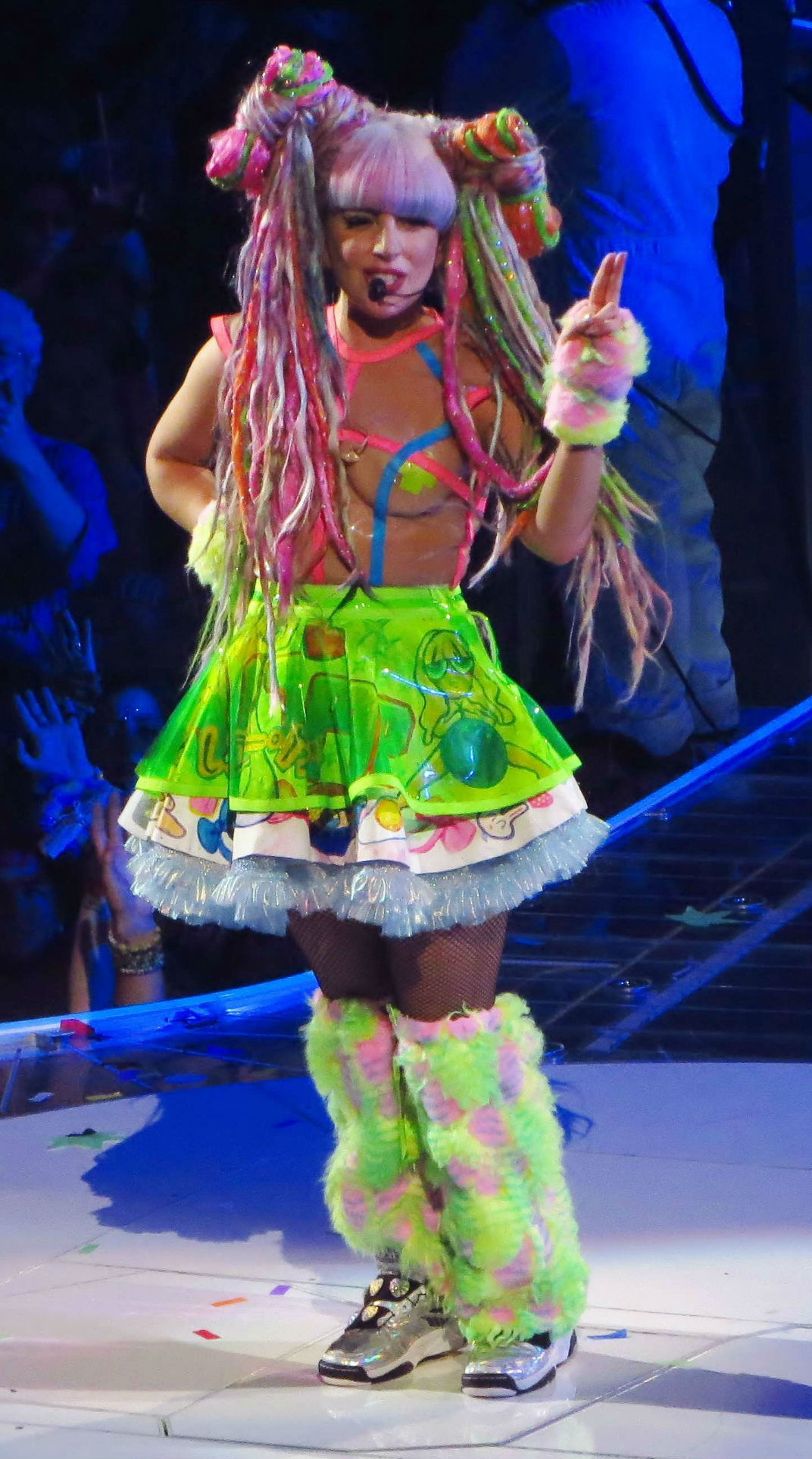
「ArtRave: The Artpop Ball」でのガガ。

リードシングル「Applause」がネットでのリークを受け当初の予定から1週間前倒して8月12日に発売された。それに合わせ、iTunes Storeではアートポップのアルバムとアプリケーション両方の予約が開始された。
本作では、「"成熟度と責任の欠如(a lack of maturity and responsibility)"の実証」をテーマに置き、前作『ボーン・ディス・ウェイ』と対比させる。（『ボーン・ディス・ウェイ』の特長として、同性愛をテーマに含む「ボーン・ディス・ウェイ」、祖父の死からインスピレーションを受けた「ジ・エッジ・オブ・グローリー」、ガガの過去の恋愛の経験から手掛けた「ユー・アンド・アイ」、ミュージックビデオが自身の半自伝作品となった「マリー・ザ・ナイト」などに代表されるように、メッセージ性の強い曲が多く収録されていることが挙げられる。）
楽曲「MANiCURE」では、英国のロックバンドホワイト・スネイクのギタリスト、ダグ・アルドリッチの演奏を聴くことができる。
本作の盤面・ディスクトレーには、立命館大学文学部人文学科の教授である北岡明佳の錯視を用いたデザインが採用された。
本作品はCDおよびデジタルダウンロードの他に、スマートフォン用のアプリが無料で公開され、ファン同士のコミュニケーション機能が搭載された。現在は取り下げられ、公式のアプリストアからはダウンロード不可となっている。
ガガはアルバムの第2章をリリースしようと計画していたが実現しなかった。が、2021年そのアルバムのリリースを求める署名が約3万人も集まる自体となり、当時のプロデューサーがコメントを発表する騒ぎになった。
本作はリリース前からリーク被害が相次ぎ、収録曲の4分の1が被害にあった。中には未収録になっている物もある。

## ミュージックビデオ
約12分の「G.U.Y.」のミュージックビデオは、なだらかな丘の中腹でスーツ姿の男たちが殴り合いをする場面で始まる。丘の上には大量のドル札が散らばり、茶色の翼を持つ、堕天使に扮したガガの体は矢で射抜かれている。バックでは「アートポップ」が流れている。金を取った男たちが去った後、1人になったガガは胸から矢を引き抜き、宮殿の前に来る。よろめくガガがドアへたどり着く前に倒れると、2人の門番がガガを抱え、中へと運び入れる。バックで「ヴィーナス」が流れ始める。プールに沈められ回復したガガは白い衣装を身につけている。同時にバックで「G.U.Y.」が流れ始める。マインクラフトを使い、マイケル・ジャクソン、ガンジー、キリストが復活する。復活した彼らの血液を使ってクローン達（G.U.Y.）が作られる。場面が変わり、黒い車から降りた黒の服を纏ったガガ達がビルへと入り、ドル札の大砲を撃つ。社員がお金に群がるなか彼らは進み、会社の重役達の部屋の前に来る。彼らを殺し、G.U.Y.が代わりとなる。大勢のクローン達が城から出てくるところを映した後ビデオは終わり、「MANiCURE」をバックにクレジットが流れる。

## 収録曲
| #         | タイトル | 作詞・作曲                                                                                     | プロデューサー                                                 | 時間  |
| --------- | --- | ---------------------------------------------------------------------------------------------- | -------------------------------------------------------------- | ----- |
| 1.        | 「オーラ」(Aura) | レディー・ガガ、アントン・ザスラフスキ、アミット・ドゥヴデヴァニエレズ・アイゼン               | ガガ、ゼッド、インフェクテッド・マッシュルーム                 | 3:55  |
| 2.        | 「ヴィーナス」(Venus) | ガガ、DJホワイト・シャドウ、ニック・モンソン、ディノ・ジシス、マデオン、サン・ラ               | ガガ                                                           | 3:53  |
| 3.        | 「G.U.Y.」(G.U.Y.) | ガガ、ザスラフスキ                                                                             | ガガ、ゼッド                                                   | 3:52  |
| 4.        | 「セックス・ドリームス」(Sexxx Dreams)                                                                                          | ガガ、シャドウ、マーティン・ブレッソ、DJスネーク                                               | ガガ、シャドウ                                                 | 3:34  |
| 5.        | 「ジュエルズ・ン・ドラッグス feat. T.I.、トゥー・ショート、トゥイスタ」(Jewels n' Drugs (featuring T.I., Too Short and Twista)) | ガガ、シャドウ、モンソン、ジシス、カール・ミッチェル、トッド・ショー、T.I.                     | ガガ、シャドウ、モンソン、ジシス                               | 4:07  |
| 6.        | 「マニキュア」(Manicure) | ガガ、シャドウ、モンソン、ジシス                                                               | ガガ、シャドウ、モンソン、ジシス                               | 5:08  |
| 7.        | 「ドゥ・ホワット・ユー・ウォント fert.R・ケリー」(Do What U Want (featuring R. Kelly))                                          | ガガ、シャドウ、ブレッソ、DJスネーク、R・ケリー                                                | ガガ、シャドウ                                                 | 4:07  |
| 8.        | 「アートポップ」(Artpop) | ガガ、シャドウ、モンソン、ジシス                                                               | ガガ、シャドウ、モンソン、ジシス                               | 4:07  |
| 9.        | 「スウァイン」(Swines) | ガガ、シャドウ、モンソン、ジシス                                                               | ガガ、シャドウ、モンソン、ジシス                               | 4:28  |
| 10.       | 「ドナテッラ」(Donatella) | ガガ、ザスラフスキ、アンジュリー・ペルソー                                                     | ガガ、ゼッド                                                   | 4:24  |
| 11.       | 「ファッション！」(Fashion!) | ガガ、シャドウ、ジョルジオ・トゥインフォート、ウィル・アイ・アム、デヴィッド・ゲッタ           | ガガ、トゥインフォート、ウィル・アイ・アム、デヴィッド・ゲッタ | 3:59  |
| 12.       | 「メアリー・ジェーン・ホランド」(Mary Jane Holland)                                                                             | ガガ、ルクレール                                                                               | ガガ、マデオン                                                 | 4:37  |
| 13.       | 「ドープ」(Dope) | ガガ、シャドウ、モンソン、ジシス                                                               | ガガ、リック・ルービン                                         | 3:41  |
| 14.       | 「ジプシー」(Gypsy) | ガガ、シャドウ、ルクレール、RedOne                                                             | ガガ、マデオン                                                 | 4:08  |
| 15.       | 「アプローズ」(Applause) | ガガ、シャドウ、モンソン、ジシス、ブレッソ、DJスネーク、ニコラ・メルシエ、ジュリアン・アリアス | ガガ、シャドウ、モンソン、ジシス                               | 3:32  |
| 合計時間: | 合計時間: | 合計時間:                                                                                      | 合計時間:                                                      | 59:04 |

| #         | タイトル                                                            | 作詞  | 作曲・編曲 | 時間 |
| --------- | ------------------------------------------------------------------- | ----- | ---------- | ---- |
| 16.       | 「アプローズ – DJホワイト・シャドウ・エレクトロテック・リミックス」 |       |            | 5:49 |
| 17.       | 「アプローズ – ヴァイスロイ・リミックス」                           |       |            | 4:27 |
| 18.       | 「アプローズ – エンパイヤ・オブ・ザ・サン・リミックス」             |       |            | 4:08 |
| 合計時間: | 合計時間:                                                           | 73:28 |            |      |